# Холмская крепость
Холмская крепость — дерево-земляная крепость Холма Новгородской области, возведённая в XVI веке во время регентства Елены Глинской. Находилась в черте современного города на левом берегу Ловати в её излучине напротив устья реки Куньи. Первое упоминание предшествующего крепости погоста — в договорной грамоте Новгородской республики с королём Казимиром IV в 1471 году.
Площадка детинца треугольная в плане (140x125 м), укреплена с напольной стороны валом высотой 5 м и рвом. С северо-восточной стороны к городищу примыкал неукреплённый посад. Поселение исследовалось П. А. Раппопортом и С. Н. Орловым. Ранее, как минимум с XII века, на месте крепости существовал погост. Древнерусский археологический материал был найден в черте города на обоих берегах Ловати.
Холмская крепость была взята войсками Стефана Батория во время русско-польской войны 1577—1582 годов. После войны разрушенная крепость была отстроена заново, однако во времена Бориса Годунова перестала использоваться.